# Karl von Arberg
Karl Anton Graf von Arberg und Valengin, Baron von Noirmont (* 1705 in Delmond; † 5. Februar 1768 in Brüssel) war ein Offizier der Kaiserlichen Armee.

## Leben

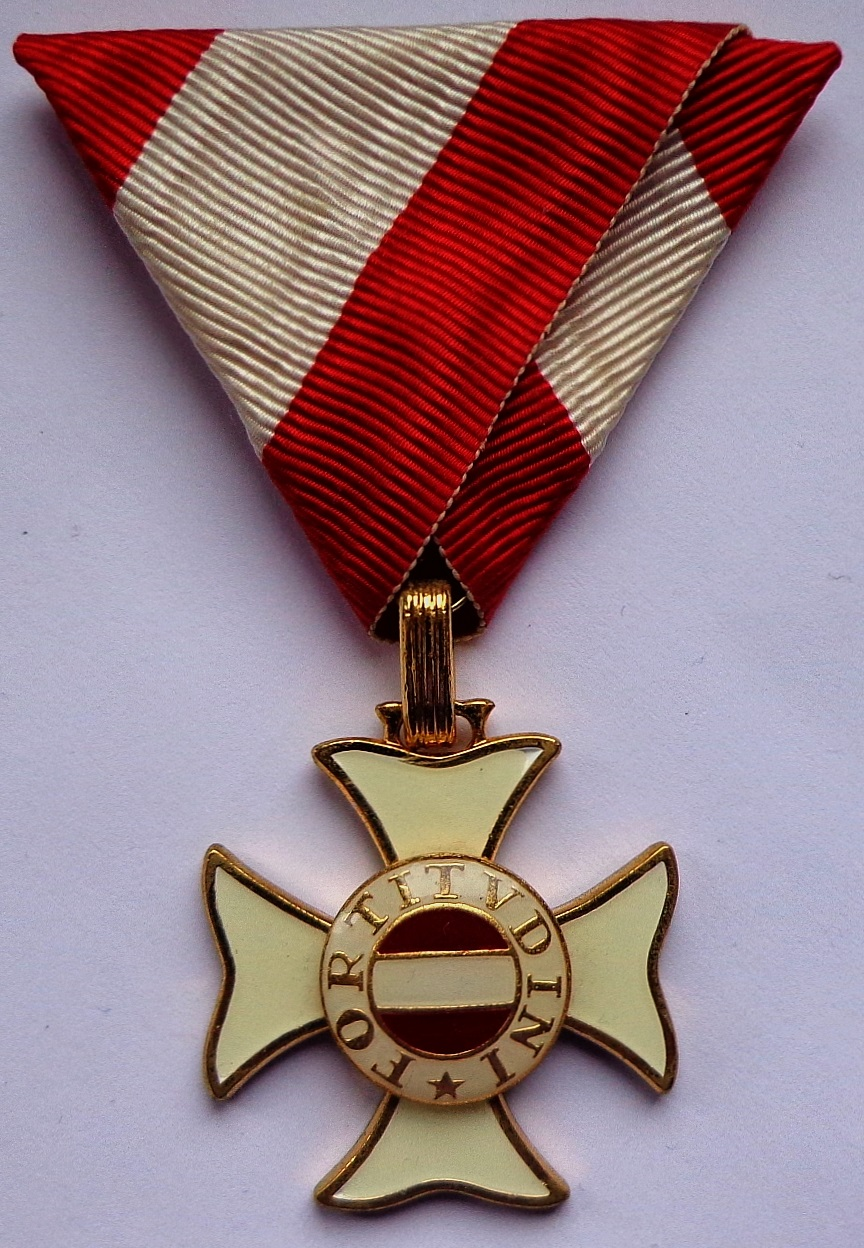
Ritterkreuz des Militär-Maria-Theresien-Ordens

Karl Arberg entstammte einer Schweizer Familie und wurde in Delmond (Niederlande) geboren. 
Seine Eltern waren Albert Joseph Dieudonné d’Arberg de Valangin und Félicité Isabelle de Cortenbach. Er heiratete am 11. Oktober 1762 Philippine Charlotte van der Berghe de Limminghe.
Er trat 20-jährig in die Kaiserliche Armee ein und diente als Offizier. 1742 gründete er in den Niederlanden das Infanterieregiment Nummer 55 zum Antritt von Maria Theresia. Dieses Regiment bestand aus 3000 Männern in 33 Kompanien. Arberg wurde Oberst des Regiments.
Im Österreichischen Erbfolgekrieg 1743 beteiligte sich Arberg an der Schlacht bei Dettingen, bei der Belagerung von Nieuwpoort 1745 war er Generalmajor. Im Siebenjährigen Krieg kommandierte er ein Korps.
1757 wurde Arberg wegen seiner Verdienste bei der Schlacht von Breslau zum Feldmarschallleutnant ernannt und erhielt den Militär-Maria-Theresia-Orden. Danach verteidigte er mit einem Korps 1759 Franken gegen die eingedrungenen Hessen und Hannoveraner. Nach einer weiteren Waffentat 1760 ernannte man ihn zum Feldzeugmeister. Arberg starb 1768 in Brüssel.